# Джошуа Вайцкін
Джошуа Вайцкін (англ. Joshua Waitzkin, 4 грудня 1976, Нью-Йорк) — американський шахіст і майстер Тайцзіцюань. Відомий завдяки біографічному кінофільмі у «У пошуках Боббі Фішера» та участі у створенні комп'ютерної шахової програми Chessmaster.

## Шахова кар'єра
Вайцкін вперше сів за шахову дошку у віці 6 років. Граючи в одному з міських парків Нью-Йорка, Джошуа виявив великий талант і незабаром приступив до спеціальних занять зі своїм першим вчителем, Брюсом Пандолфіні, який визнав його надзвичайно обдарованим. У 9 років Вайцкін виграв свій перший чемпіонат, відкривши таким чином серію блискучих перемог, які принесли йому славу «шахового вундеркінда» та 8 титулів чемпіона США (у різних вікових категоріях). Крім того, у складі своєї шкільної команди він 6 разів займав перше місце на національних чемпіонатах. 
У лютому 1988 року Вайцкін зіграв внічию з Гаррі Каспаровим в рамках показового сеансу одночасної гри проти дітей і підлітків, який гросмейстер проводив у Нью-Йорку (57 з 59 опонентів Каспарова зазнали тоді поразки). У тому ж році батько Джошуа - Фред Вайцкін написав про нього книгу «У пошуках Боббі Фішера», екранізація якої була здійснена в 1993 році. 
У 13 років Джошуа отримав звання національний майстер, а в 16 - міжнародного майстра. Тим не менш, незважаючи на такий багатообіцяючий початок кар'єри, рангу гросмейстера Вайцкін поки не досяг. Тепер його рейтинг становить 2464. Це можна пояснити тим, що в останні роки інтерес Вайцкіна до рейтингових ігор знизився, і він вирішив професійно зайнятися тайцзіцюанєм.

## Бойові Мистецтва
Вайцкін приступив до активного вивчення тайцзіцюань і джиу-джитсу в 1998 році. Незабаром він почав брати участь у різних змаганнях, хоча спочатку і не мав такого наміру. На цьому терені Джошуа також досяг успіху: 13 разів він перемагав на національних чемпіонатах і неодноразово завойовував медалі на світових. 

## Інша діяльність
У 1993 році Джошуа Вайцкін написав і випустив свою першу книгу, «Атакуючі шахи» (англ. «Attacking Chess»), призначену для новачків. Вона заслужила позитивні відгуки фахівців, зокрема, Гаррі Каспарова. Друга його книга, автобіографічний роман «Мистецтво пізнання» (англ. «The Art of Learning »), вийшла в 2007. 
З 1997 року Вайцкін також бере активну участь у створенні шахових програм серії Chessmaster. Спеціально для цього він розробив інтерактивний навчальний курс, що отримав назву «Академія Джоша Вайцкіна», який дозволяє ознайомитися з основами шахової теорії, зокрема, на прикладі партій, зіграних самим автором.

## Зміни рейтингу
| На цьому місці має відображатися графік чи діаграма, однак з технічних причин його відображення наразі вимкнено. Будь ласка, не видаляйте код, який викликає це повідомлення. Розробники вже працюють для того, щоби відновити штатне функціонування цього графіка або діаграми. | |
| | На цьому місці має відображатися графік чи діаграма, однак з технічних причин його відображення наразі вимкнено. Будь ласка, не видаляйте код, який викликає це повідомлення. Розробники вже працюють для того, щоби відновити штатне функціонування цього графіка або діаграми. |